# Ветрен (община Царево село)
Вижте пояснителната страница за други населени места с името Ветрен.
Ветрен (изписване до 1945 година: Вѣтренъ; на македонска литературна норма: Ветрен) е село в община Царево село на Северна Македония.

## География
Селото се намира в областта Пиянец (или Осоговия) до границата с Република България. Северните махали на селото са на българска територия – село Ветрен. Така това е единственото разделено село между двете страни.

## История
В началото на XX век Ветрен е село в Малешевската каза на Османската империя. Според статистиката на Васил Кънчов („Македония. Етнография и статистика“) в 1900 година Ветрен е малко село с 96 души жители българи християни.
Цялото християнско население на Ветрен е под върховенството на Българската екзархия. По данни на секретаря на екзархията Димитър Мишев (La Macédoine et sa Population Chrétienne) в 1905 година във Ветрен има 104 българи екзархисти.
Според преброяването от 2002 година селото има 114 жители, всички северномакедонци.

## Личности
Родени във Ветрен
- Иван Христов Иванов (1883 - след 1943), български революционер
- Петър Георгиев, български революционер, действал с чета през май 1899 година в планините Плачковица и Кадиица[4]

Починали във Ветрен
- Васе Шуперлията (? – 1900), български революционер